# Pigsvamp
Pigsvamp er en gruppe svampe, som tilhører rækken basidiesvampe.
Pigsvampe kendetegnes ved at have "pigge", hvor deres basidium vokser. De er ikke gitige, men kun få af arterne bruges i madlavning.

## Galleri (eksempler)
- Hydnellum ferrugineum
- Hydnochaete olivacea
- Irpex lacteus
- Hericium americanum
- Hericium erinaceus